# Grotte Sainte-Anne (Tilff)
Pour les articles homonymes, voir Grotte Sainte-Anne.
La grotte Saint-Anne est située en rive droite de l'Ourthe, le long de la route nationale 633 entre Tilff et Méry, sur le territoire de la commune d'Esneux, en Région wallonne, dans la province de Liège en Belgique.
Elle a été creusée par une rivière souterraine que l'on peut remonter sur quelques centaines de mètres jusqu'au siphon amont alimenté par les eaux provenant de la grotte de la Chawresse et du trou des Manants. L'étage inférieur encore actif est aquatique et parfois difficilement praticable par hautes eaux. Les étages supérieurs abandonnés par la circulation de l'eau sont "fossiles". C'est une grande classique de la spéléologie en Belgique et l'une des plus fréquentées par les spéléologues.

## Description
Le porche d'entrée, où d'anciennes concrétions sont visibles, mesure 4 à 5 m de hauteur, sur 10 m de large et une quinzaine de mètres de profondeur. Il donne accès en contrebas à la grotte. La cavité parcourue par une rivière souterraine possède un développement total de ± 1542 m pour un dénivelé remontant de 35 m. La grotte présente quatre étages superposés correspondant aux différentes terrasses de la vallée de l'Ourthe formées au fur et à mesure que le lit de la rivière s'enfonçait dans le substratum rocheux avec l'érosion,,. Les eaux de la rivière souterraine résurgent à plusieurs endroits dans l'Ourthe. La grotte se trouve à une vingtaine de mètres au-dessus de la route, en contrebas d'une grande dalle calcaire inclinée portant le même nom et fréquentée pour l'escalade et les entraînements aux techniques de spéléo-alpine.

## Géologie et hydrogéologie
La grotte Sainte-Anne se développe dans les calcaires Frasniens, une roche sédimentaire formée par les dépôts carbonatés (fossiles : stromatopores, crinoïdes…) d'une mer tropicale, il y a 370 million d'années). Le Frasnien constitue le premier étage géologique du Dévonien supérieur durant l'ère Paléozoïque. La grotte se situe sur le flanc nord d'un synclinal (plissement concave en forme de U). La rivière souterraine est alimentée par les pertes successives du ruisseau de la Chawresse qui prend sa source bien en amont sur le plateau de Beaufays. Sa résurgence, en différents endroits situés en rive droite dans l'Ourthe, n'apparaît pas directement à l'air libre, mais se situe sous le niveau de l'eau de la rivière, sauf en temps de crue.

## Historique
C'est en mars 1837, après un tir de mine dans une ancienne carrière avoisinante que des ouvriers carriers mirent au jour l'entrée de la grotte de Tilff.
Au début du 20e siècle, elle est aménagée en grotte touristique, mais est déjà fortement abimée par le passage des trop nombreux visiteurs peu attentifs à la protection du patrimoine souterrain.
En 1962, Étienne Lemaire, fondateur du Groupe d'Activités Spéléologiques (GAS), découvrit le réseau supérieur de la grotte en franchissant la célèbre « Boîte aux Lettres ». Cette étroiture, assez sélective, où coule un filet d'eau, donne accès au réseau "Lemaire" et à un lac suspendu d'une dizaine de mètres de profondeur, entouré de jolis gours.,

## Accès
L'entrée de la cavité, qui fut exposée par le passé à de multiples dégradations causées par des visiteurs peu respectueux du monde souterrain, est protégée depuis 1991 par une porte munie d'un cadenas géré par l'Union Belge de Spéléologie (UBS). Déclarée grotte-école par l'UBS, la grotte Saint-Anne est régulièrement visitée par des groupes de jeunes qui s'initient à cette activité, encadrés par des spéléologues confirmés,.